# Rzeszoto
Rzeszoto – skała na Wyżynie Olkuskiej (część Wyżyny Krakowsko-Częstochowskiej), w miejscowości Sułoszowa w województwie małopolskim, w powiecie krakowskim, w gminie Sułoszowa. Skała znajduje się w lesie, w górnej części orograficznie prawego zbocza wąwozu Babie Doły i można do niej dojechać asfaltową drogą, którą prowadzi szlak rowerowy.

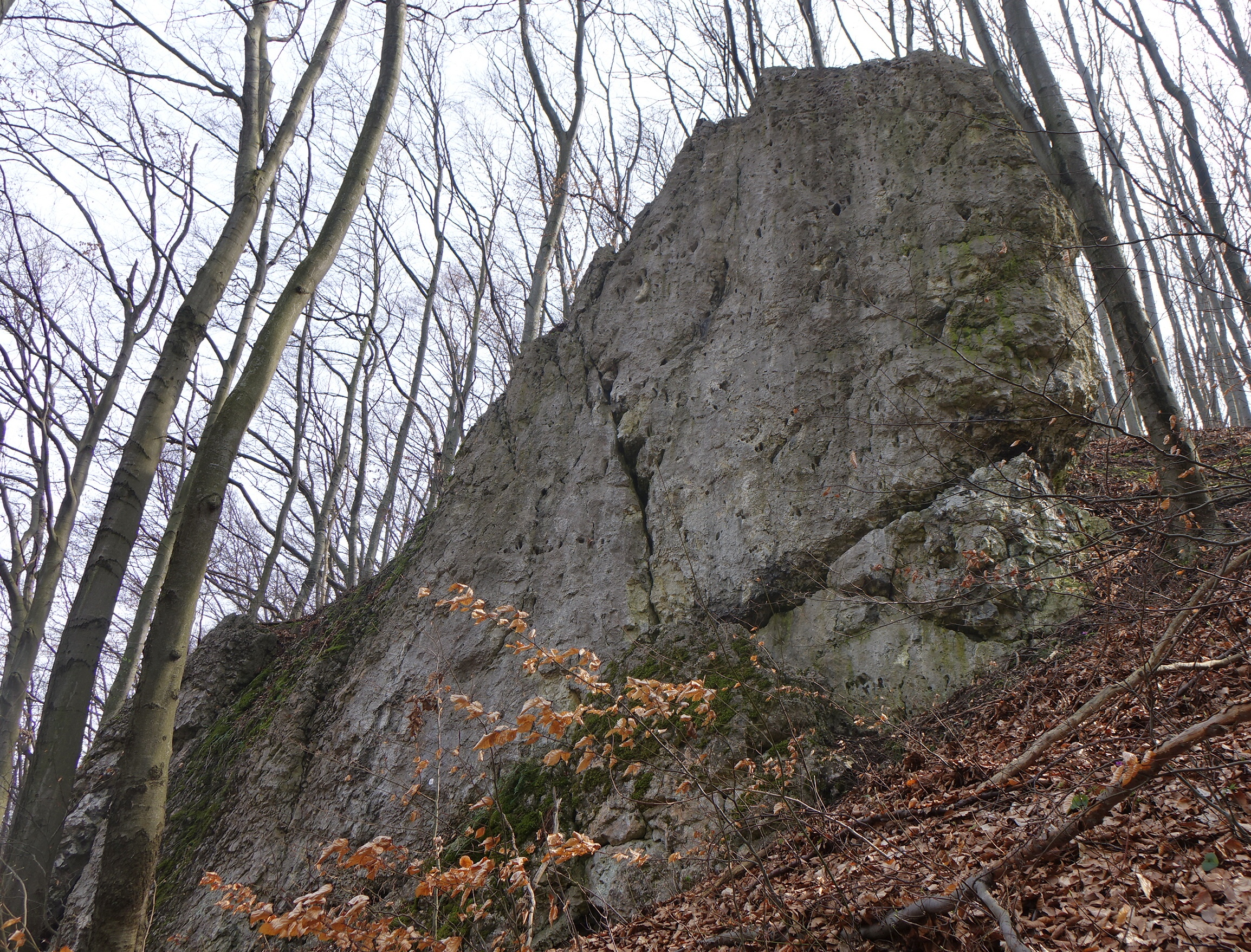
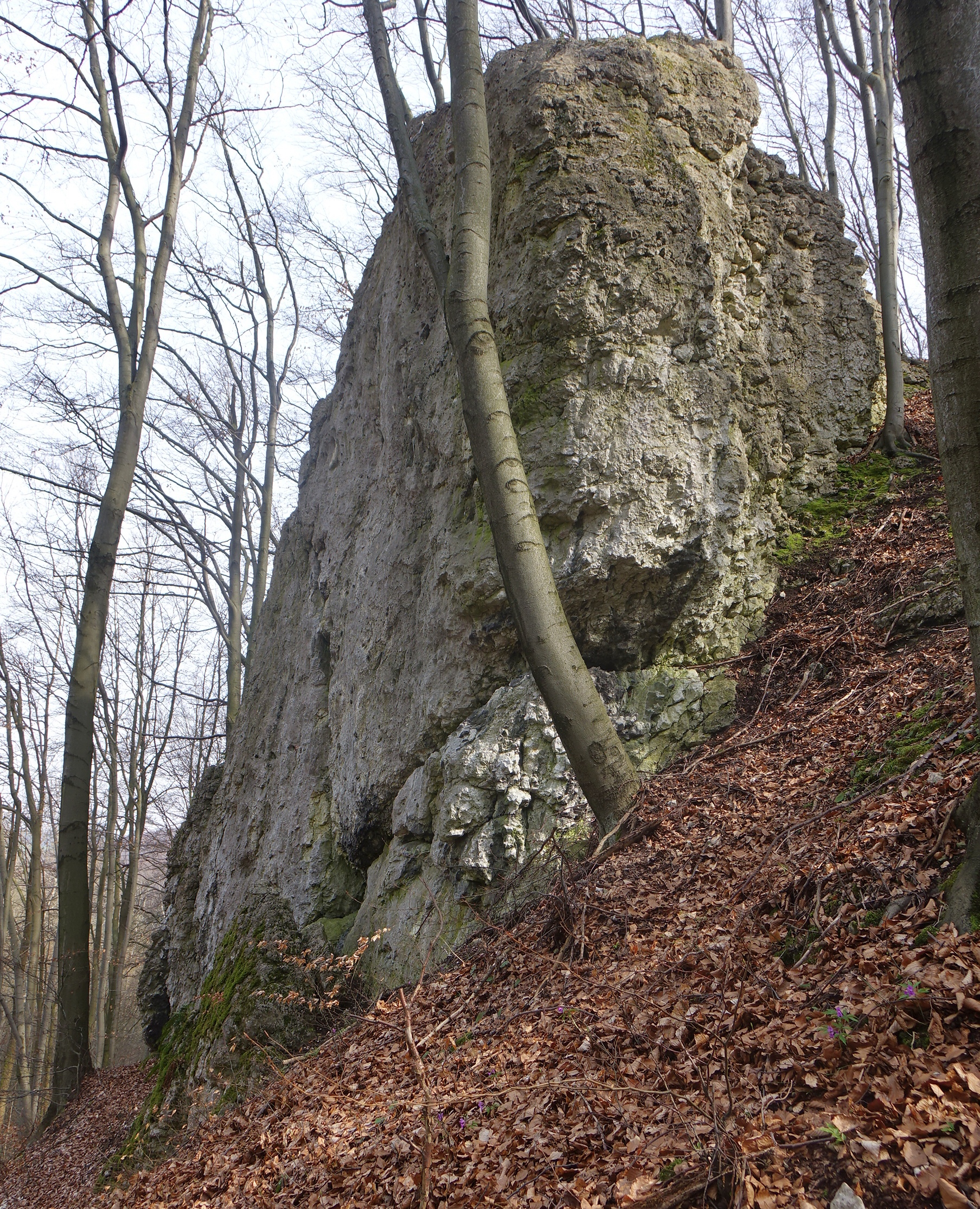
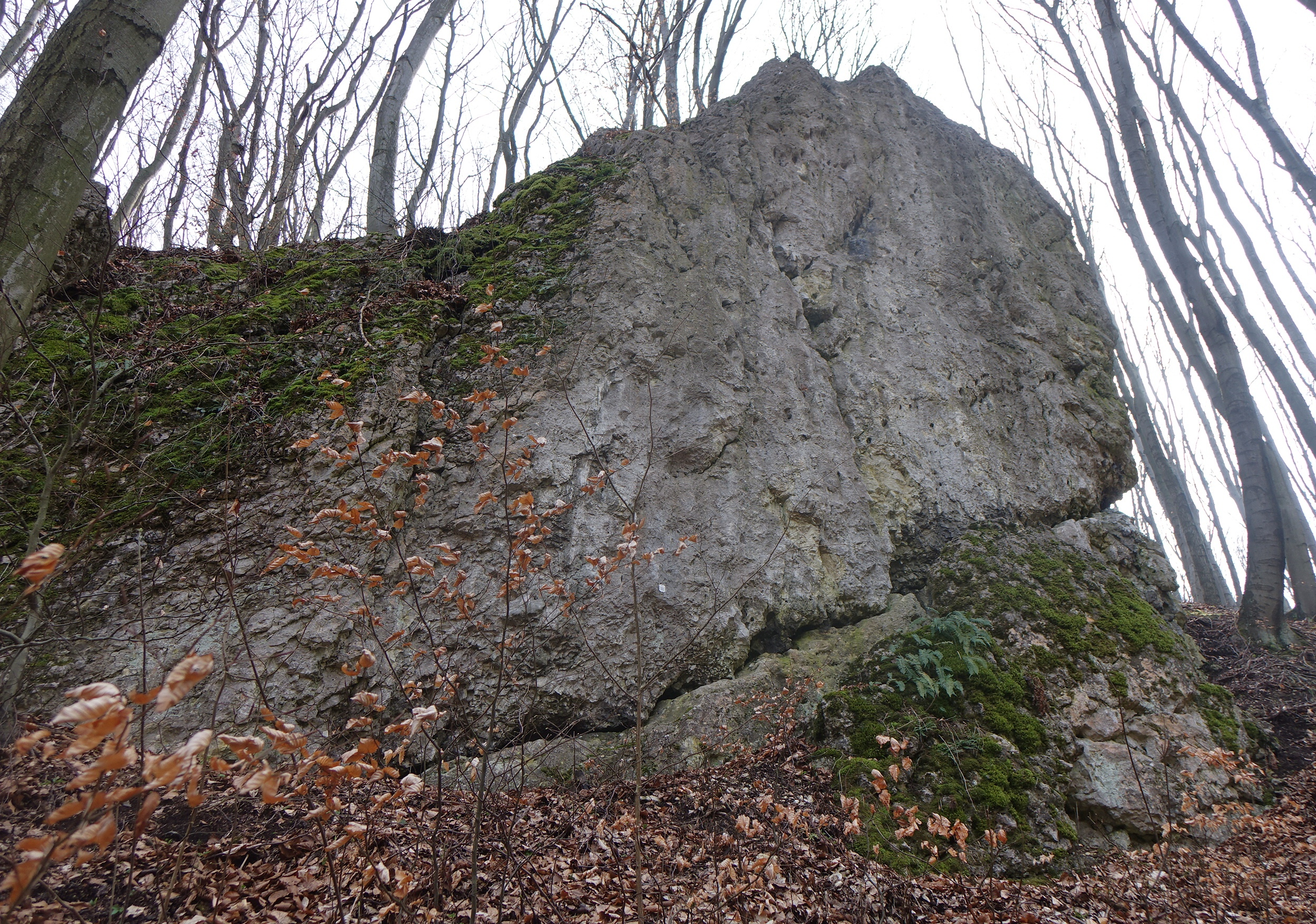
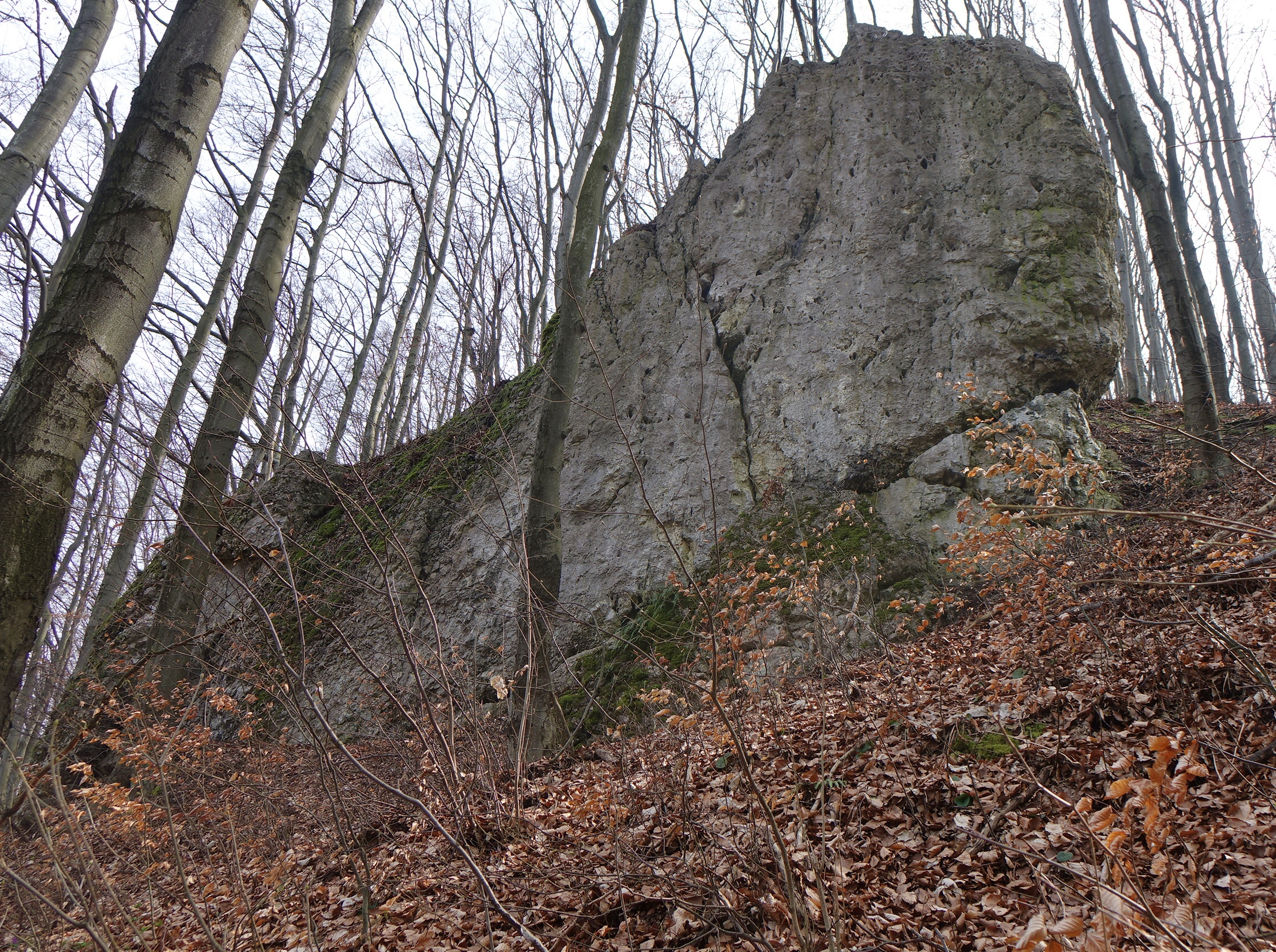

## Drogi wspinaczkowe
Rzeszoto to zbudowana z wapieni skała o wysokości 12 m o ścianach połogich lub pionowych. Od 2017 r. uprawiana jest na niej wspinaczka skalna. Jest 5 dróg wspinaczkowych o trudności od VI do VI+ w skali polskiej. Na wszystkich zamontowano stałe punkty asekuracyjne; ringi (r) i stanowiska zjazdowe (st). Ściany wspinaczkowe o wystawie zachodniej.
1. Bezbuentna;VI, 3 r + st
2. Rzeszotówka; 6r + st, 3r + st
3. Ziarnoś czy plewa?; VI+, 4r + st
4. Piękna bez bestii; VI+, 4r + st
5. Narzeczona Frankensteina; VI, 4r + st[1].

100 m dalej w kierunku na południe znajduje się przy drodze druga skała wspinaczkowa – Krosna.